# Les tourtereaux divorcent

Les tourtereaux divorcent est un téléfilm français réalisé par Vincenzo Marano et diffusé en 2014 à la télévision.

## Synopsis
Une jeune femme essaye de réconcilier ses parents, qui sont au bord du divorce.

## Fiche technique
- Titre original : Les tourtereaux divorcent
- Réalisation : Vincenzo Marano
- Scénario : Carole Brenner; Manon Lamotte
- Durée : 95 minutes
- Pays :  France

## Distribution
- Clémence Bretécher : Aurélie
- Charlotte de Turckheim : Liliane
- Daniel Russo : Marcel
- Sébastien Knafo : Richard
- Jean-Charles Chagachbanian : Pierre Moisan
- Morgane Cabot : Cindy
- Jean-Luc Porraz : Frédo
- Marie-Christine Orry : Chantal
- Marie-Hélène Lentini : Odette Chapuis
- Juliette Poissonnier : Marie Fèvre
- Stéphane Boucher : Bernard Chapuis
- Nadia Fossier : Christelle
- Philippe Dusseau : Christian Fèvre
- Sébastien Bonnet : Jean Paul
- Jonathan Demayo : Romain Chapuis
- Jean-Jacques Delaunay : Mr. Douillet
- Enzo Tomasini : Geoffrey
- Philippe Blanchard : Albert
- Nelson Monfort : Nelson Monfort